# Lindau (Katlenburg-Lindau)
Lindau è una frazione (Ortsteil) del comune di Katlenburg-Lindau, nel land della Bassa Sassonia, in Germania.

## Storia
Già comune autonomo nel circondario di Duderstadt, passò a quello di Northeim il 1º gennaio 1973; fu soppresso e incorporato a Katlenburg-Lindau il 1º marzo 1974.